# آمات اسکالانته
آمات اسکالانته (انگلیسی: Amat Escalante)؛ یک کارگردان، فیلم‌نامه‌نویس، و تهیه‌کننده اهل مکزیک است. او جایزه بهترین کارگردان را در جشنواره فیلم کن ۲۰۱۳ دریافت کرد.

## زندگینامه
اسکالانته در بارسلونا از پدری مکزیکی و مادری آمریکایی متولد شد. او اغلب دوران کودکیش را در مکزیک گذراند اما در سال ۲۰۰۱ برای مطالعه تدوین و صداگذاری فیلم به مرکز مرکز مطالعات فیلمبرداری کاتالونیا در اسپانیا رفت؛ و برای گرفتن شهروندی اسپانیا اقدام کرد که رد شد.
سپس او به مدرسه بین‌المللی فیلم و تلویزیون در هاوانای کوبا پیوست. موسسه‌ای که توسط برنده جایزه نوبل گابریل گارسیا مارکز، فرناندو بیری و جولیو گارسیا اسپینوزا برای حمایت از توسعه صنایع ملی صوتی و تصویری تأسیس شده بود.

او به مکزیک برمیگردد و یک فیلم کوتاه در سال ۲۰۰۲ می‌سازد که یک جایزه در سال ۲۰۰۳ از جشنواره فیلم برلین دریافت می‌کند. او به عنوان دستیار کارلوس ریگاداس در فیلم نبرد در بهشت کار می‌کند؛ که در طول جشنواره فیلم کن ۲۰۰۵ آن دو به دوستهای صمیمی تبدیل می‌شوند.